# Apamea stagmatipennis
Apamea stagmatipennis là một loài bướm đêm trong họ Noctuidae.